# Jan von Endorf

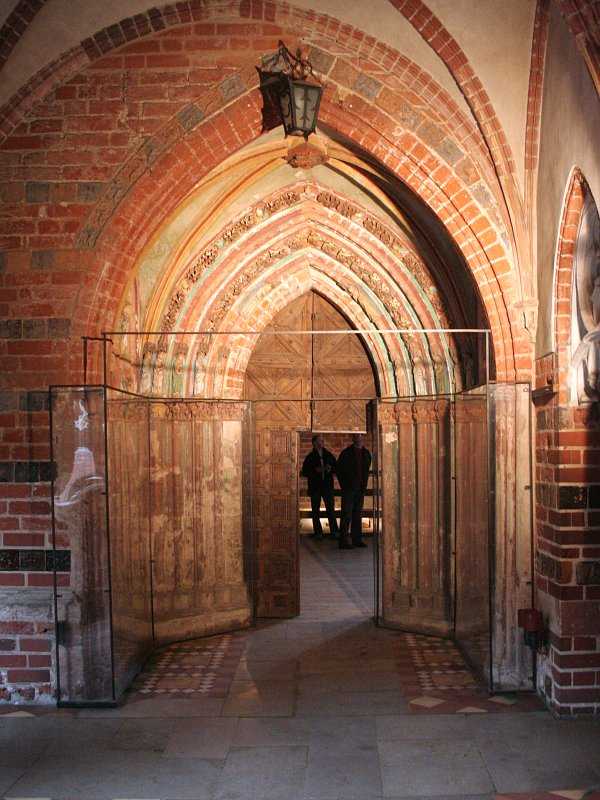
Złota Brama na zamku w Malborku, gdzie 18 listopada 1330 roku Jan von Endorf dokonał udanego zamachu na życie wielkiego mistrza Wernera von Orseln

Jan von Endorf (? – po 1330) – brat-rycerz krzyżacki, który dokonał udanego zamachu na życie wielkiego mistrza zakonu krzyżackiego Wernera von Orseln.

## Życiorys
Jan von Endorf wstąpił do zakonu krzyżackiego, w ramach pokuty. Wcześniej był przestępcą. Śluby zakonne złożył między 1311 a 1324 rokiem. Najpierw był w załodze konwentu w Kłajpedzie, a następnie pogranicznej warowni Skirstymoń (Christmemel).
W 1330 roku był ponownie rycerzem krzyżackim w Kłajpedzie. W 1330 roku z niejasnych do dziś przyczyn miał zatarg z komturem Kłajpedy, który wyrzucił go z klasztoru za nieposłuszeństwo. Po tym wydarzeniu zdesperowany Jan von Endorf miał udać się do Malborka, gdzie uzyskał audiencję u wielkiego mistrza. 
18 listopada 1330 roku Werner von Orseln nakazał zakonnikowi powrót do jego macierzystego konwentu i poddanie się pokucie. Endorf pozostał jednak w Malborku i próbował ponownie uzyskać posłuchanie. Gdy mu się to nie udało, po wieczornej mszy w kaplicy zamkowej zaczaił się na wychodzącego ze Złotej Bramy wielkiego mistrza i zadał mu dwa ciosy sztyletem. Na skutek odniesionych ran Werner von Orseln zmarł późnym wieczorem 18 listopada 1330 roku.
Po zamachu Jan von Endorf został postawiony przed sądem kapituły generalnej zakonu. Nie podjęła się ona jednak wydania wyroku i przekazała sprawę bezpośrednio Stolicy Apostolskiej. Papież nie zasądził dla Endorfa kary śmierci i skazał rycerza na dożywotnie więzienie o chlebie i wodzie.

## Kontrowersje
Do dziś szczegóły śmierci Wernera von Orseln pozostają zagadką. Oficjalne dokumenty zakonu, a także pismo wystawione w dniu pogrzebu wielkiego mistrza przez biskupów pruskich wskazywały, że motywem zabójstwa, którego dopuścił się Jan von Endorf był rzekomo stan psychiczny sprawcy (obłąkanie). Wiele jednak wskazuje na to, że za zamachem kryły się inne przyczyny, których jednak nie da się dziś wyjaśnić.